# Tetrastichomyia silvensis
Tetrastichomyia silvensis är en stekelart som beskrevs av Girault 1916. Tetrastichomyia silvensis ingår i släktet Tetrastichomyia och familjen finglanssteklar. Inga underarter finns listade i Catalogue of Life.